# Хот-Спринг
Хот-Спринг (англ. Hot Spring County) — округ, расположенный в штате Арканзас, США с населением в 30 353 человек по статистическим данным переписи 2000 года. Столица округа находится в городе Малверн.
Округ Хот-Спринг был сформирован 2 ноября 1829 года из части территории округа Кларк, запечатлев в своём названии действовавшие в тот период времени в округе горячие подземные источники (англ. hot springs).
В округе Хот-Спринг запрещён оборот алкогольной продукции, поэтому Хот-Спринг входит в число так называемых «сухих» округов страны.

## География
По данным Бюро переписи населения США округ Хот-Спринг имеет общую площадь в 1611 квадратных километров, из которых 1593 кв. километра занимает земля и 18 кв. километров — вода. Площадь водных ресурсов округа составляет 1,16 % от всей его площади.

### Соседние округа
- Гарленд — север
- Салин — северо-восток
- Грант — восток
- Даллас — юго-восток
- Кларк — юг и восток
- Монтгомери — северо-запад

## Демография

Диаграмма распределения населения округа по возрастным диапазонам. Данные переписи населения 2000 года

По данным переписи населения 2000 года в округе Хот-Спринг проживало 30 353 человек, 8 834 семей, насчитывалось 12 004 домашних хозяйств и 13 384 жилых домов. Средняя плотность населения составляла 19 человек на один квадратный километр. Расовый состав округа по данным переписи распределился следующим образом: 87,33 % белых, 10,26 % чёрных или афроамериканцев, 0,45 % коренных американцев, 0,22 % азиатов, 0,04 % выходцев с тихоокеанских островов, 1,26 % смешанных рас, 0,44 % — других народностей. Испано- и латиноамериканцы составили 1,27 % от всех жителей округа.
Из 12 004 домашних хозяйства в 31,80 % — воспитывали детей в возрасте до 18 лет, 59,20 % представляли собой совместно проживающие супружеские пары, в 10,60 % семей женщины проживали без мужей, 26,40 % не имели семей. 23,50 % от общего числа семей на момент переписи жили самостоятельно, при этом 11,10 % составили одинокие пожилые люди в возрасте 65 лет и старше. Средний размер домашнего хозяйства составил 2,50 человека, а средний размер семьи — 2,94 человека.
Население округа по возрастному диапазону по данным переписи 2000 года распределилось следующим образом: 25,10 % — жители младше 18 лет, 8,20 % — между 18 и 24 годами, 26,50 % — от 25 до 44 лет, 24,50 % — от 45 до 64 лет и 15,80 % — в возрасте 65 лет и старше. Средний возраст жителей округа составил 38 лет. На каждые 100 женщин в округе приходилось 95,50 мужчин, при этом на каждых сто женщин 18 лет и старше приходилось 93,00 мужчин также старше 18 лет.
Средний доход на одно домашнее хозяйство в округе составил 31 543 долларов США, а средний доход на одну семью в округе — 37 077 долларов. При этом мужчины имели средний доход в 27 800 долларов США в год против 19 461 доллар США среднегодового дохода у женщин. Доход на душу населения в округе составил 15 216 долларов США в год. 10,30 % от всего числа семей в округе и 14,00 % от всей численности населения находилось на момент переписи населения за чертой бедности, при этом 19,00 % из них были моложе 18 лет и 14,20 % — в возрасте 65 лет и старше.

## Главные автодороги
- I-30
- US 67
- US 70
- US 270
- AR 7
- AR 9
- AR 51
- AR 84

## Населённые пункты

### Города и посёлки
- Доналдсон
- Малверн
- Перла
- Рокпорт
- Френдшип

### Невключенные сообщества
- Бисмарк
- Магнет-Кейв